# Tanabe Yellow
Tanabe Yellow (田辺 イエロウ Tanabe Ierou, sinh ngày 13 tháng 6 (không rõ năm) tại Tokyo) là một nữ tác giả truyện tranh người Nhật Bản. Cô ra mắt lần đầu năm 2002 với bộ truyện mang tên Công chúa mất tích (Lost Princess). Cô được biết đến nhiều nhất với bộ truyện tranh Kết giới sư.
Tanabe Yellow tốt nghiệp Đại học Nghệ thuật Musashino. Năm 2007, cô đoạt Giải thưởng Truyện tranh Shogakukan hạng mục truyện tranh thiếu niên với bộ truyện Kết giới sư.